# Comuna Sosnivka, Makariv
Sosnivka (în ucraineană Соснівка) este o comună în raionul Makariv, regiunea Kiev, Ucraina, formată din satele Konopelkî și Sosnivka (reședința).

## Demografie
Componența lingvistică a comunei Sosnivka
     Ucraineană (98,24%)
     Rusă (1,62%)
     Alte limbi (0,15%)
Conform recensământului din 2001, majoritatea populației comunei Sosnivka era vorbitoare de ucraineană (98,24%), existând în minoritate și vorbitori de rusă (1,62%).